# Centre Fraternal Instructiu
El centre Fraternal Instructiu és un edifici d'Òdena (Anoia) inclòs a l'Inventari del Patrimoni Arquitectònic de Catalunya.

## Descripció
Es tracta d'un edifici aïllat tancat per un mur i reixa. Planta en forma de L. És de planta baixa i pis. Està deteriorat i en el cos lateral ja s'ha aixecat de nou el pis. Els elements més interessants són l'acroteri corbat que amaga la teulada, els rajoles vidrades de l'ampit de les obertures i a la tanca l'ús del maó vist fent relleu amb els pilars coronats per gerres de ceràmica amb fruites. El sòcol de l'edifici és d'arrebossat imitant plaques de pedra. A l'interior hi havia un cafè, teatre i una biblioteca. L'edifici constava de dues plantes però amb la restauració moderna s'ha suprimit la planta pis, de la qual només se'n manté la façana. L'edifici es planteja com una repetició modular del mateix esquema, lligada amb un coronament de formes corbades separades amb pinacles esglaonats. Actualment s'utilitza com a espai multiús.

## Història
El 13 d'abril del 1906 la junta formada per Josep Canet, Josep Canals, Isidre Mensa, Francesc Vallès, Salvador Torra i Jaume Gelabert proposa l'emissió d'accions.
S'edificà el 1989 i fou el centre d'esquerres en temps de la República.
El 1939 fou clausurada la seva activitat.
El centre fundà un periòdic "Odena Lliure" del qual el núm. 1 aparegué el 22 d'agost del 1915.